# Почесний працівник робітничо-селянської міліції
Нагрудний знак «Почесний працівник робітничо-селянської міліції» (рос. Почётный работник рабоче-крестьянской милиции) — відомча нагорода робітничо-селянської міліції СРСР, заснована 25 грудня 1932 р. з нагоди п'ятнадцятиріччя відомства.

## Історія
Значна частина відомчих нагород для працівників радянських правоохоронних установ приурочена до перших ювілеїв цих відомств, як то Всеросійська надзвичайна комісія з боротьби з контрреволюцією і саботажем при РНК РРФСР (ВЧК), Державне політичне управління при НКВС РРФСР (ГПУ) і Народний комісаріат внутрішніх справ СРСР (НКВС).
У 1932 році одночасно з нагрудним знаком «Почесний працівник ВЧК-ГПУ (XV)» був заснований знак «Почесний працівник робітничо-селянської міліції (XV)», створений під ювілей відомства. У 1934 році був утворений Народний комісаріат внутрішніх справ.
У 1940 році наявні нагороди радянських органів внутрішніх справ замінив знак «Заслужений працівник НКВС».